# Гаррі Сінден
Гаррі Джеймс Сінден (англ. Harry James Sinden; нар. 14 вересня 1932) — колишній канадський хокеїст, тренер і керівник. Він працював тренером, генеральним менеджером і президентом команди НХЛ «Бостон Брюїнс», а також був тренером збірної Канади під час суперсерії Канада—СРСР 1972 року. Після закінченні цієї серії Сінден підписав 5-річний контракт з «Брюїнс» як головний менеджер. Є членом Зали слави хокею в категорії «засновники», і членом Зали спортивної слави Канади.

## Нагороди
- Володар Кубка Стенлі як головний тренер «Бостон Брюїнс» — 1970.